# James Somerville, 1. Baronet
Sir James Somerville, 1. Baronet (* 1693; † 16. August 1748) war ein irischer Politiker.
James Somerville war der Sohn des Dubliner Ratsherren Thomas Somerville († 1718) aus dessen Ehe mit Katherine King († 1725). Am 2. Februar 1713 heiratete er Elizabeth Quayle († 1725), die Tochter des Dubliner Ratsherren James Quayle († vor 1669), der von 1718 bis 1719 Lord Mayor von Dublin war.
James Somerville war von 1729 bis zu seinem Tod, 1748, als Abgeordneter für Dublin Mitglied des Irish House of Commons, des Unterhauses des Parliament of Ireland. Von 1736 bis 1737 bekleidete er das Amt des Lord Mayor von Dublin.
Am 14. Juni 1748, wenige Monate vor seinem Tod, wurde ihm in der Baronetage of Ireland der erbliche Adelstitel Baronet, of Somerville im County of Meath, verliehen. Der Titel fiel bei seinem Tod an seinen ältesten Sohn Quaile Somerville (1714–1772) als 2. Baronet.